# Rory McLeod
Rory McLeod, né le 26 mars 1971 à Wellingborough, est un joueur de snooker professionnel jamaïcain.
Sa carrière est principalement marquée par une victoire sur l'Open de la Ruhr 2015.
Irrégulier pendant la majorité de sa carrière, Rory McLeod fait partie des joueurs qui ont été plusieurs fois relégués du circuit professionnel. Il a ainsi été professionnel de 1991 à 1992, 1996 à 1997, 1998 à 1999, 2001 à 2019 et 2020 à 2023. Cette inconstance due à un manque de résultats sur les tournois majeurs ne l'a pourtant pas empêché d'être huitième de finaliste par deux fois au championnat du monde de snooker, en trois participations. Il n'a en revanche jamais fait mieux qu'un quatrième tour sur les autres tournois de classement.

## Carrière
Après dix années à jouer les tournois du circuit du challenge, il fait son apparition sur le circuit professionnel au début des années 2000.
Pendant la saison 2002-2003, il remporte le troisième tournoi du circuit EASB, un tournoi qui réunit des joueurs professionnels et des joueurs amateurs. McLeod a atteint les deuxièmes tours de cinq tournois majeurs. La première fois en 2005, lors du Grand Prix, après une victoire particulièrement difficile contre Paul Hunter qui souffrait d'un cancer,. 
Il se qualifie au championnat du Royaume-Uni 2008, en battant Jimmy White et Dave Harold, trouvant sur sa route le quintuple champion du monde Ronnie O'Sullivan, et, étant mené 6-0, il revient dans la partie, s'adjugeant cinq manches de suite, dont trois breaks de plus de 100 points, il perd finalement la rencontre par 9-6,,. l'année suivante, il se défait de Ian McCulloch (10-7) et devient le premier joueur noir à se qualifier pour le championnat du monde.  Opposé à Mark King au premier tour, il cède sur le score de 10-6. Ses performances tout au long de l'année le font grimper au 39e rang mondial. 
En 2010, il devient également le premier joueur de couleur à jouer le Masters, lui qui remporte l'épreuve qualificative, en triomphant d'Andrew Higginson, 6-1, en finale, gagnant ainsi sa carte de participation. Il échoue cependant lors du tour préliminaire contre Mark Willams (6-2). Plus tard dans la saison, il s'extirpe des qualifications du championnat du Royaume-Uni, mais subit dès son entrée en lice une lourde défaite face à l'Australien Neil Robertson (9-1). 
En 2011, il rallie une seconde fois le tableau final du championnat du monde, remportant l'ultime tour qualificatif, prenant le dessus sur Mark Davis (10-5). Il s'impose ensuite devant Ricky Walden (10-6). Après la rencontre, ce dernier l'ayant critiqué sur la lenteur de son jeu, celui-ci répondit qu'il était tout aussi responsable de la cadence du match, Walden exécutant ses coups à peine plus rapidement. Au tour suivant, défiant le quadruple lauréat de la compétition, John Higgins, il s'incline 13-7.  
Cinq ans après sa première victoire en compétition, Il remporte l'Open de la Ruhr, son premier succès dans un tournoi de classement. Il y signe un parcours exemplaire, éliminant notamment Mark King, Ben Woollaston, Mark Davis et Tian Pengfei, en finale (4-2).

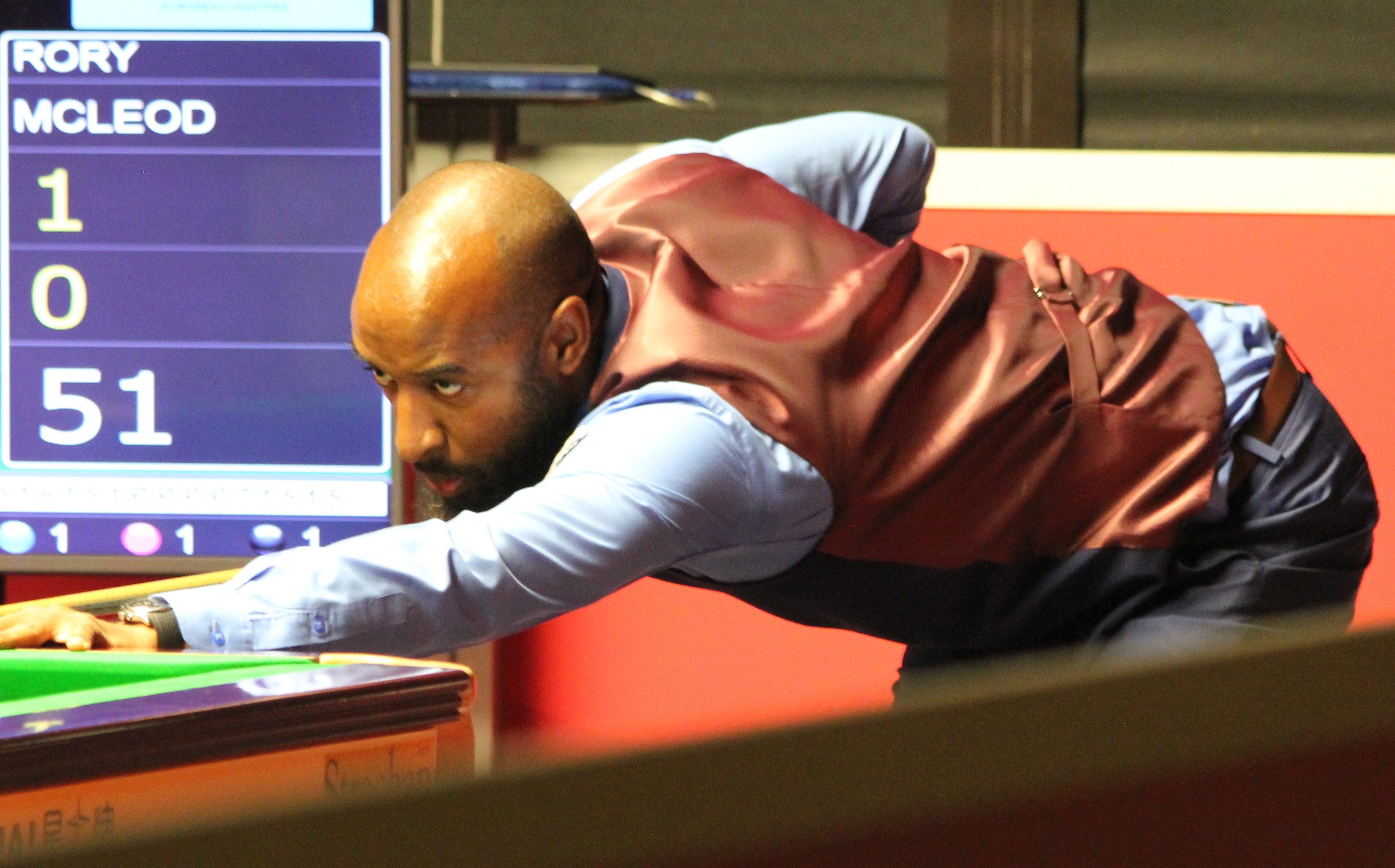
Rory McLeod, jouant un coup lors du Masters d'Europe en 2022.

Au championnat du monde 2017, McLeod parvient à se qualifier une nouvelle fois et crée la surprise en battant Judd Trump, l'un des favoris de l'édition, au premier tour, sur le score de 10-8. Il s'incline ensuite face à Stephen Maguire, sur le score de 13 manches contre 3. Toujours en 2017, il passe tout proche d'atteindre son premier quart de finale de tournoi classé, s'inclinant de justesse contre Walden (4-3), au quatrième tour de l'Open d'Écosse, juste après avoir battu Graeme Dott et Ding Junhui.
À la fin de la saison 2018-2019, après avoir passé 18 années consécutives sur le circuit principal, il abandonne la tournée après avoir échoué à se qualifier par la Q School. En février 2020, il est finaliste au championnat d'Angleterre (catégorie amateur). En août 2020, il revient sur le circuit professionnel après s'être qualifié grâce aux tournois de la Q School et choisit de jouer sous les couleurs de la Jamaïque, son pays d'origine. Néanmoins, ce retour n'est que de courte durée puisque McLeod reperd sa place une fois sa carte de deux ans arrivée à terme. Il redescend alors sur le circuit amateur secondaire, sur lequel il dispute une finale en 2023. 

## Vie personnelle
Le père de McLeod est Jamaïcain. McLeod naît à Wellingborough, ville du comté de Northamtomshire, en Angleterre. Il fréquente l'école élémentaire Victoria, l'école pour garçons Westfield et l'école Sir Christopher Hatton. McLeod commence à pratiquer le snooker au début de son adolescence, à l'Embassy Club, situé dans sa ville natale. Parallèlement, il pratique le football.  
Avant de lancer sa carrière professionnelle de snooker, McLeod fut gérant d'un bar. Il a aussi exercé comme coiffeur. 

McLeod s'est converti à l'Islam en 2003. Après avoir vécu quelques années au Qatar, où il entrainait l'équipe nationale de snooker, McLeod s'est installé à Leicester. En 2020, il est naturalisé jamaïcain et prend la nationalité jamaïcaine.

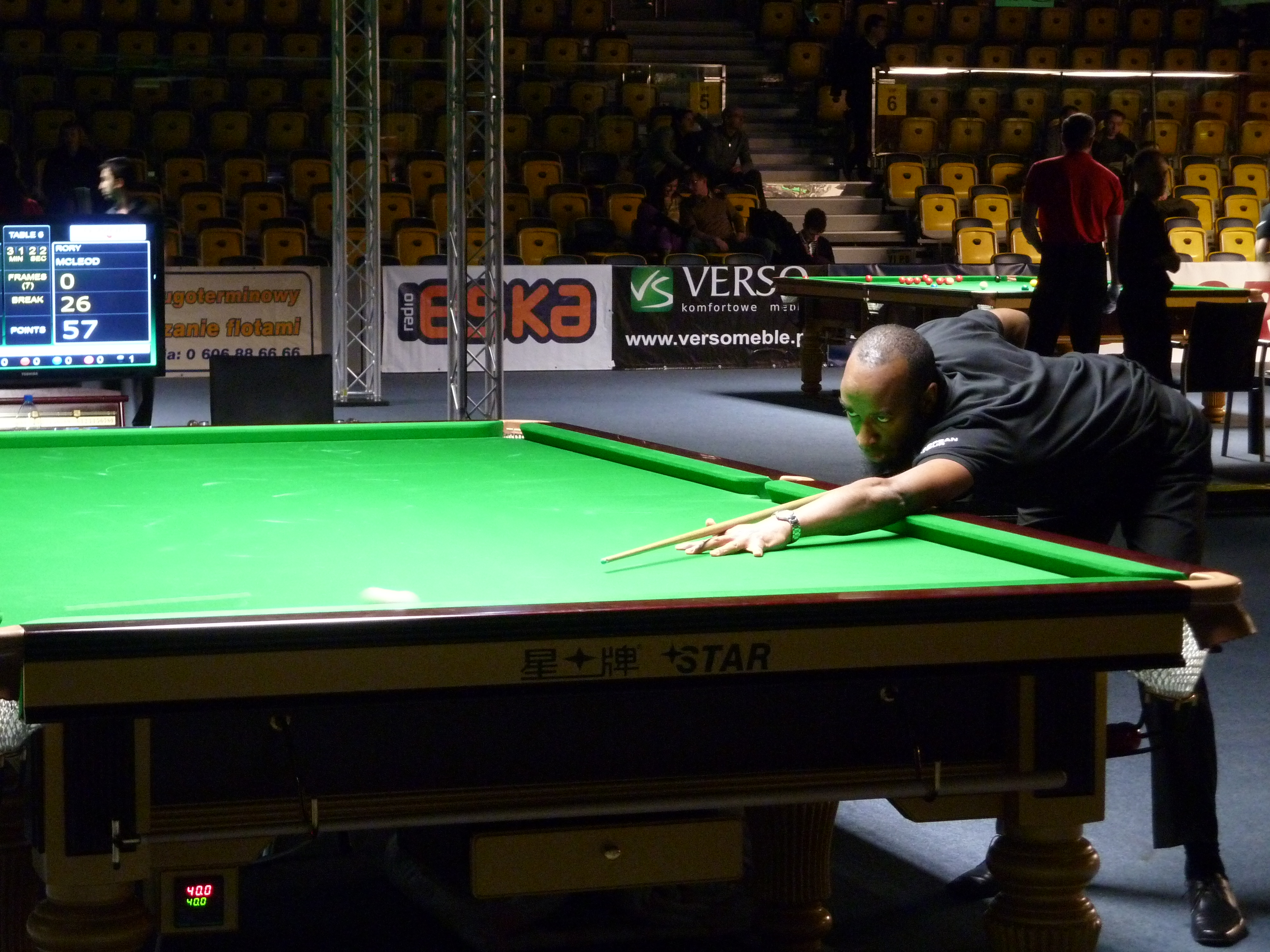
Rory McLeod en 2014.

## Palmarès
| Légende | Catégorie                        | Titres                         | Finales                        |
|         | Tournois classés                 | 0                              | 0                              |
|         | Tournois classés mineurs         | 1                              | 0                              |
|         | Tournois non classés             | 1                              | 0                              |
|         | Tournois pro-am                  | 1                              | 0                              |
|         | Tournois du circuit du challenge | 0                              | 1                              |
|         | Tournois amateurs                | 0                              | 1                              |
| Gras    | Tournois de la triple couronne   | Tournois de la triple couronne | Tournois de la triple couronne |

### Titres
| Saison    | Nom du tournoi                   | Lieu      | Finaliste        | Score | Tableau |
| 2002-2003 | Circuit de l'EASB (épreuve 3)    | Prestatyn | Mark Gray        | 5-2   |         |
| 2009-2010 | Épreuve qualificative au Masters | Prestatyn | Andrew Higginson | 6-1   | Tableau |
| 2015-2016 | Open de la Ruhr                  | Mülheim   | Tian Pengfei     | 4-2   | Tableau |

### Finales perdues
| Saison    | Nom du tournoi                   | Lieu    | Finaliste       | Score | Tableau |
| 2020      | Championnat d'Angleterre amateur |         | Ben Hancorn     | 3-5   |         |
| 2023-2024 | Q Tour n°4                       | Walsall | Antoni Kowalski | 3-5   |         |